# أوتو الثالث، دوق بافاريا
أوتو الثالث البافاري (بالألمانية: Otto III. von Bayern) (11 فبراير 1261 – 9 نوفمبر 1312)؛ كان أحد أفراد أسرة فيتلسباخ، شغل منصب دوق بافاريا السفلى منذ عام 1290 وحتى وفاته، وكما نُصّب ملكًا على المجر بين عامي 1305 و1307، غير أن حكمه هناك كان محل نزاع من قِبل كارولي روبرت المنتمي إلى أسرة أنجو، هو ابن هاينريش الثالث عشر دوق بافاريا، وإليزابيث المجرية ابنة بيلا الرابع ملك المجر.

## السيرة الذاتية
خلف أوتو والده في حكم بافاريا السفلى سنة 1290، وشارك الحكم مع شقيقيه الأصغر، لودفيش الثالث وستيفن الأول، كان من أبرز معارضي توسع آل هابسبورغ، وخصوصًا بعد ضمهم لإقليم ستيريا الذي كانت قد فقدته بافاريا منذ عام 1180، دعم أوتو أيضًا أدولف الناساوي في صراعه مع الهابسبورغ، وفي عام 1301 عُرض عليه تاج المجر المقدس نظرًا لكونه حفيدًا للملك المجري بيلا الرابع غير أنه لم يقبل العرض إلا في عام 1305.
في أغسطس 1305 ورث فاتسلاف الثالث عرش بوهيميا، وتنازل عن مطالبته بعرش المجر لصالحه، واجه أوتو بعض صعوبات في الوصول إلى المجر بسبب معارضة ألبرشت الأول ملك ألمانيا، فاضطر إلى التنكر كتاجر للوصول إلى بودا، حيث دخلها في نوفمبر من العام نفسه، وتُوّج أوتو ملكًا على المجر بسيكشفهيرفار في 6 ديسمبر 1305، وتسمّى باسم بيلا الخامس، ومع ذلك لم يتمكن من ترسيخ سلطته، إذ بسط خصمه كارولي الأنجوي سيطرته على مدن مثل إزترغوم وزفولن، بالإضافة إلى عدد من القلاع في شمال المملكة، وفي العام التالي استولى على بودا أيضًا.
في يونيو 1307 سافر أوتو إلى ترانسيلفانيا لزيارة الفويفود لاديسلاوس كان غير أن الأخير قام باعتقاله في 10 أكتوبر 1307، وذلك بعد رفضه بعض قرارات البرلمان، وبالرغم من ذلك أُطلق سراحه لاحقًا وتمكن من مغادرة البلاد، ولكن ترانسيلفانيا رفضت تسليم التاج إلى كارولي روبرت.
وفي عام 1308 تنازل أوتو رسميًا عن المطالبة بالعرش المجري، وقد أضعفت مشاركته في الشؤون النمساوية والمجرية من نفوذه في بافاريا، ونتج عن ذلك أزمة مالية. خلال غيابه في المجر (1305–1308)، تولى شقيقه ستيفن الأول حكم بافاريا السفلى، وفي عام 1310 اندلع صراع جديد مع آل هابسبورغ، أدى إلى تدمير مدينة بورغهاوزن، توفي أوتو الثالث في عام 1312، وخلفه هاينريش الخامس عشر الذي تقاسم الدوقية مع أبناء عمومته.